# قادن‌واری
قادن‌واری (به انگلیسی: Kadanwari Gas Field) یک میدان گازی در پاکستان است که در ایالت سند واقع شده‌است.